# フレディVSジェイソン
『フレディVSジェイソン』（原題: Freddy vs. Jason）は、2003年のアメリカのスラッシャー映画。監督はロニー・ユー、脚本はダミアン・シャノンとマーク・スウィフトが務める。「エルム街の悪夢」シリーズと「13日の金曜日」シリーズのクロスオーバー作品で、前者の第8作目、後者の第11作目にあたり、『エルム街の悪夢 ザ・ファイナルナイトメア』（1991年）、『13日の金曜日 ジェイソンの命日』（1993年）の後が舞台。
2003年8月15日に米国で公開され、全世界で1億1600万ドル以上の興行収入を記録し、「13日の金曜日」シリーズでは最高の興行収入、「エルム街の悪夢」シリーズでは2番目に高い興行収入を記録した。この作品でロバート・イングランドはフレディ・クルーガーとして最後の映画出演を果たした。続編や「死霊のはらわた」シリーズとのクロスオーバーが計画されたが、実現しなかった。

## あらすじ
第6作目（『エルム街の悪夢 ザ・ファイナルナイトメア』）で起きたフレディ・クルーガーの惨劇からすでに10年の月日が経っていた。住民達が緘口令を敷いたことで、後に生まれ来た子供達はフレディの記憶を一切持っていない。エルム街の住民達は、今や殆どフレディの存在を忘れ去っていた。
自分の存在を人々に意識させることで力を得ているフレディは、次第に人々から忘れ去られてしまった事で弱体化をして、思うような活動が出来なくなる。危機を感じたフレディは現実の世界の殺人鬼ジェイソン・ボーヒーズを操り、エルム街に再び恐怖を蘇らせ復活しようと画策する。姪の手で倒された彼の夢の中に現れたフレディは、母親であるパメラ・ボーヒーズに化けて彼を覚醒させ、エルム街で殺戮を行うよう仕向ける。
ジェイソンはエルム街を恐怖のどん底に陥れた。人々が犠牲になるにつれ、住民達は徐々にフレディの恐怖を思い出し、ローリーを含めた若者達にもその存在が知れ渡り始める。とうとう力を取り戻したフレディだったが、フレディの制御を超えて残忍な殺戮を止めようとしないジェイソンは、易々とフレディの手から離れ、まるで獲物を横取りしていくかのようにジェイソンがさらに殺していく。フレディは何とか自分の存在だけを知らしめ、ジェイソンを始末しようとする。
フレディを阻止したいローリーは睡眠状態に入りフレディを止めようとする。ローリーはそこで母親の死がフレディの仕業だったことを知る。現実の世界では目覚めたジェイソンが暴走しキーア、リンダマンが犠牲になってしまう。ローリーはフレディを現実世界に引っ張り出した。そして現実世界でフレディとジェイソンの激しい戦いが始まる。
ジェイソンはナタを奪われ、フレディは右腕をもぎ取られ、両者瀕死になりながらも激しい戦いを繰り広げるが、母親の復讐のためローリーは火を放ち爆破し、両者は湖に落ちる。それに怒ったフレディはローリーとウィルに襲い掛かる。しかし、ジェイソンの不意討ちに遭い、ジェイソンは湖に沈んでいく。ローリーはフレディが落としたナタを拾いフレディの首を切った。火の海の中ウィルを担ぎローリーは去っていく。その後、ジェイソンが湖から出てくる。その手にはフレディの生首が。しかし、フレディの首は薄気味笑いを浮かべジェイソンを見るのであった。

## キャスト
| 役名                           | 俳優                     | 日本語吹替 | 日本語吹替   |
| 役名                           | 俳優                     | ソフト版   | テレビ東京版 |
| ------------------------------ | ------------------------ | ---------- | ------------ |
| フレディ・クルーガー           | ロバート・イングランド   | 江原正士   | 青野武       |
| ジェイソン・ボーヒーズ         | ケン・カージンガー       | セリフなし | セリフなし   |
| ローリー・キャンベル           | モニカ・キーナ           | 岡寛恵     | 甲斐田裕子   |
| ウィル・ローリンズ             | ジェイソン・リッター     | 内田夕夜   | 竹若拓磨     |
| キーア                         | ケリー・ローランド       | 田野聖子   | 大坂史子     |
| ギブ                           | キャサリン・イザベル     | 弓場沙織   | 小島幸子     |
| チャーリー・リンダーマン       | クリス・マークエット     | 花輪英司   |              |
| マーク・デイビス               | ブレンダン・フレッチャー | 宮内敦士   | 村治学       |
| トレイ                         | ジェシー・ハッチ         | 武藤正史   | 檀臣幸       |
| ビル・フリーバーグ             | カイル・ラビーン         | 下山吉光   | 加瀬康之     |
| スコット・スタッブス           | ロックリン・マンロー     | 佐久田修   | 寺杣昌紀     |
| キャンベル医師（ローリーの父） | トム・バトラー           | 秋元羊介   | 菅生隆之     |
| ウィリアムズ保安官             | ゲイリー・チョーク       | 宝亀克寿   | 福田信昭     |
| パメラ・ボーヒーズ             | ポウラ・シャウ           | 来宮良子   | 来宮良子     |

- ソフト版
  - その他の吹替：石波義人、風間秀郎、飯島肇、彩乃木崇之、大野エリ、杉原美和、駒谷昌男、矢野裕子、斉藤梨絵
  - 演出：高橋剛、翻訳：高間俊子、調整：藤樫衛、制作：グロービジョン
- テレビ東京版 - 初放送2005年7月7日 『木曜洋画劇場』
  - その他の吹替：志村知幸、長克巳、坪井智浩、横堀悦夫、後藤哲夫、小柳洋子、八十川真由野、中田和宏、椿理沙、谷井あすか、小泉一郎太
  - 演出：向山宏志、翻訳：高間俊子、調整：藤樫衛、効果：リレーション、担当：吉田啓介、横田知加子（グロービジョン）、配給：日本ヘラルド映画、テレビ東京メディアネット、プロデューサー：久保一郎、渡邉一仁、寺原洋平（テレビ東京）、制作：テレビ東京、グロービジョン

## スタッフ
- 監督 - ロニー・ユー
- 製作 - ショーン・S・カニンガム
- 製作総指揮 - ロバート・シェイ、ダグラス・カーティス
- 撮影 - フレッド・マーフィ
- 脚本 - マーク・スウィフト、ダミアン・シャノン
- 原案 - ウェス・クレイヴン、ヴィクター・ミラー

## 作品解説
元々両シリーズは配給元が異なっていたが、『13日の金曜日』シリーズの配給元であったパラマウント社が8作目『13日の金曜日PART8 ジェイソンN.Y.へ』で見切りをつけ、ニューラインシネマ社に権利を売却したことでフレディとジェイソンの対決企画が可能になった。しかし、企画自体は可能になったものの、実際問題として「夢の世界の殺人鬼」と「現実の世界の殺人鬼」という、全く正反対の性質を持つ両者を対決させる物語を作り上げることは容易では無く、脚本は何度もリライトが行われたという。なお、両シリーズのそれぞれの創始者ともいえるショーン・S・カニンガムとウェス・クレイヴンは、1972年に『鮮血の美学 』のコンビでそれぞれ製作者、監督としての(実質的)デビューを飾った旧知の間柄である。
フレディの性格は前作（リアルナイトメア）から一転、再び陽気な性格に戻されている。フレディ役のロバート・イングランドは、本作を最後にフレディ役を引退した。
当初の結末は、ローリとウィルが結ばれその直後にウィルの右手がカギ爪になる予定だったが、試写会での評判が良くなかったため変更されたことが音声解説で語られた。